# Heterodontus
Heterodontiformes là một bộ nhỏ gồm các loài cá mập hiện đại (Neoselachii). Có chín loài còn sinh tồn trong một chi duy nhất, Heterodontus, thuộc Heterodontidae. Tất cả đều tương đối nhỏ, loài lớn nhất chỉ đạt chiều dài 150 xentimét (59 in) khi trưởng thành. Chúng kiếm ăn ở tầng đáy tại vùng nhiệt đới và cận nhiệt đới.
Heterodontiforms xuất hiện trong hóa thạch thời kỳ Jura sớm, trước tất cả Galeomorphii khác, một nhóm gồm tất cả cá mập hiện đại trừ bộ Squaliformes và họ hàng của nó.

## Loài
Có chín loài còn sinh tồn, với một loài tiềm năng chưa được mô tả tại Baja California:
- Heterodontus francisci (Girard, 1855)
- Heterodontus galeatus (Günther, 1870)
- Heterodontus japonicus (Maclay & W. J. Macleay, 1884)
- Heterodontus mexicanus (L. R. Taylor & Castro-Aguirre, 1972)
- Heterodontus omanensis (Z. H. Baldwin, 2005)
- Heterodontus portusjacksoni (F. A. A. Meyer, 1793)
- Heterodontus quoyi (Fréminville, 1840)
- Heterodontus ramalheira (J. L. B. Smith, 1949)
- Heterodontus zebra (J. E. Gray, 1831)
- Heterodontus sp. X J. I. Castro

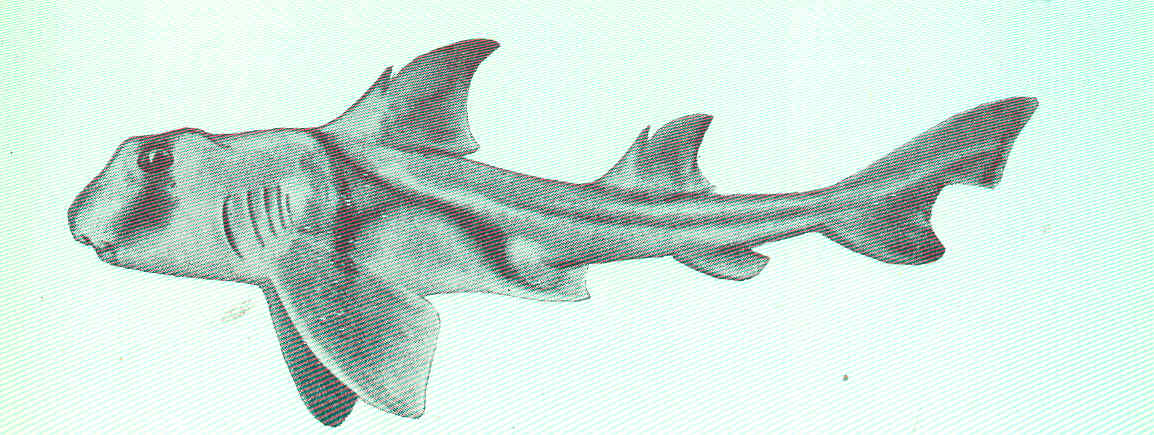
A Port Jackson shark, Heterodontus portusjacksoni
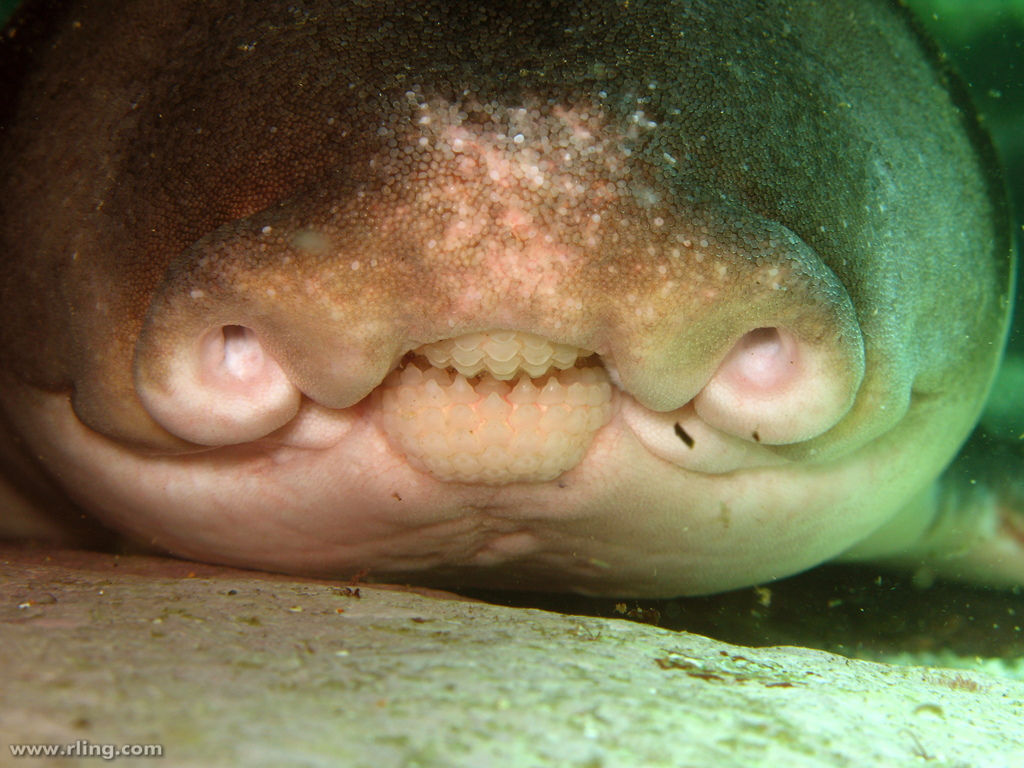
Dentition và oronasal grooves of a Port Jackson shark
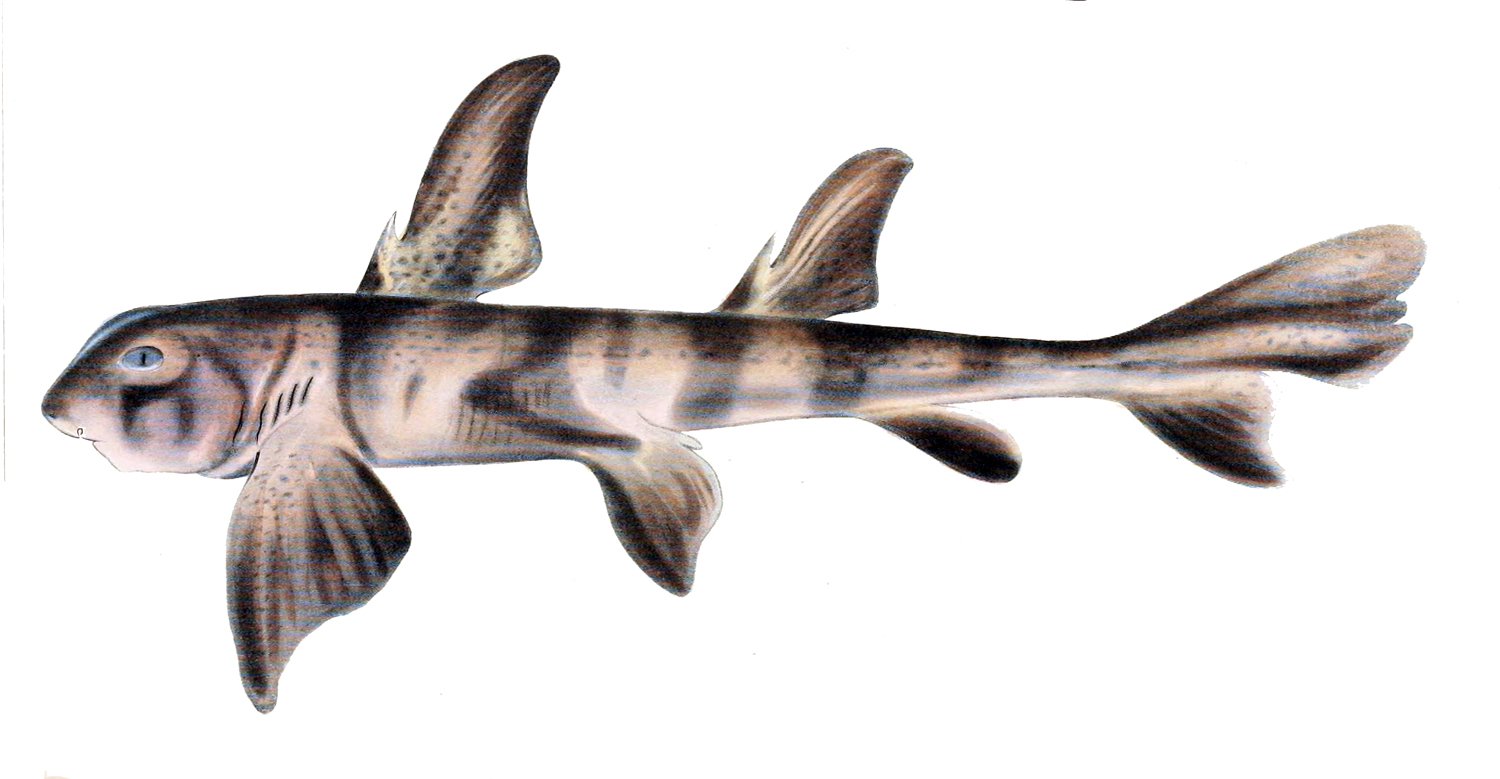
Zebra bullhead shark, Heterodontus zebra